# باهرة فضية
باهرة فضية (الاسم العلمي: Agave pendula) هو نوع من النباتات يتبع جنس الباهرة من الفصيلة الهليونية.